# Tipula (Lunatipula) turcolivida
Tipula (Lunatipula) turcolivida is een tweevleugelige uit de familie langpootmuggen (Tipulidae). De soort komt voor in het Palearctisch gebied.